# Haraldur Þorvarðarson
Haraldur Þorvarðarson (* 1. Februar 1977 in Reykjavík, deutsche Schreibweise Thorvardarson) ist ein ehemaliger Handballspieler aus Island.
Der auf der Position Kreisläufer eingesetzte Haraldur spielte in der 2. Handball-Bundesliga für die HSG Düsseldorf (1998/99), für die CSG Erlangen (1999–2001) und für den Stralsunder HV (2001/02). Mit Fram Reykjavík spielte er in der EHF Champions League 2006/07, im EHF Challenge Cup 2007/08 und im EHF-Pokal 2008/09 und 2009/10. In der Saison 2012/13 gewann er mit Fram die Meisterschaft und beendete anschließend seine Karriere.